# Ferrara di Monte Baldo
Ferrara di Monte Baldo – miejscowość i gmina we Włoszech, w regionie Wenecja Euganejska, w prowincji Werona.
Według danych na rok 2004 gminę zamieszkiwały 183 osoby, 7 os./km².